# Vegyes rövidpályás gyorskorcsolya váltó a 2020. évi téli ifjúsági olimpiai játékokon

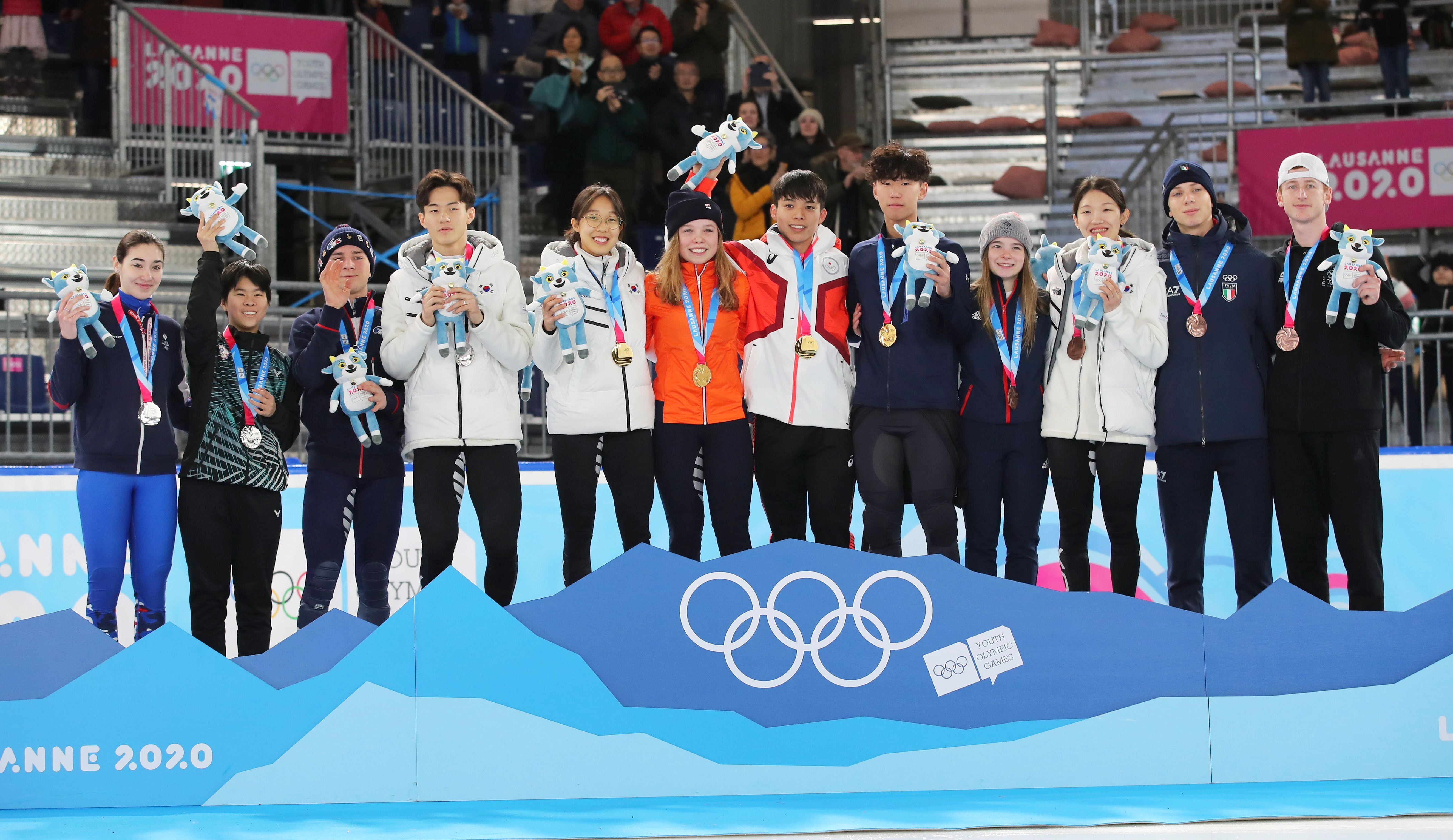
Díjátadó ünnepség

A 2020. évi téli ifjúsági olimpiai játékokon a vegyes rövidpályás gyorskorcsolya váltó versenyszámát január 22-én rendezték a Lausanne-i Skating Arenában.
A téli ifjúsági olimpiai játékok utolsó napján rendezett vegyes rövidpályás gyorskorcsolya váltó döntőjét a dél-koreai Kim Cshanszo (Kim Chanseo), a holland Diede van Oorschot, a japán Mijata Sógo és az amerikai Jonathan So összeállítású csapat nyerte.
A versenyszámban egy magyar versenyző, Somogyi Barbara vett részt, aki a vegyes csapatával a 4. helyen zárta a viadalt.

## Versenynaptár
Az időpont(ok) helyi idő szerint olvashatóak (UTC +01:00):
| Dátum                    | Időpont     | Forduló  |
| ------------------------ | ----------- | -------- |
| 2020. január 22., szerda | 10:00-10:14 | Elődöntő |
| 2020. január 22., szerda | 10:29-10:36 | Döntő    |

## Eredmény
| Hely. | Csapat | Helyezés | Helyezés | Helyezés | Helyezés | Helyezés | Helyezés |
| Hely. | Csapat | ED       | idő      | BD       | idő      | D        | idő      |
| ----- | --- | -------- | -------- | -------- | -------- | -------- | -------- |
| Arany | B-csapat Kim Cshanszo (Kim Chanseo) (KOR) Diede van Oorschot (NED) Mijata Sógo (JPN) Jonathan So (USA)                     | 1        | 4:11,095 |          |          | 1        | 4:12,378 |
| Ezüst | G-csapat Julija Beresznyeva (RUS) Csang Huj (Chang Hui) (TPE) Csang Szongu (Jang Sungwoo) (KOR) Gabriel Volet (FRA)        | 1        | 4:11,042 |          |          | 2        | 4:12,972 |
| Bronz | A-csapat Olivia Weedon (GBR) Szo Hümin (Seo Whimin) (KOR) Thomas Nadalini (ITA) Ethan de Rose (NZL)                        | 2        | 4:15,427 |          |          | 3        | 4:16,115 |
| 4.    | F-csapat Somogyi Barbara (HUN) Elisa Confortola (ITA) Félix Pigeon (CAN) Vlagyimir Balbekov (RUS)                          | 2        | 4:11,169 |          |          | 4        | 4:22,471 |
|       | |          |          |          |          |          |          |
| 5.    | H-csapat Csang Csu-tung (Zhang Chutong) (CHN) Hailey Choi (USA) I Dzsongmin (Lee Jeongmin) (KOR) Natthapat Kancharin (THA) | 4        | 4:31,666 | 1        | 4:15,234 |          |          |
| 6.    | C-csapat Florence Brunelle (CAN) Anna Ruysschaert (LUX) Hajasi Koszei (JPN) Danyill Nyikolajev (RUS)                       | 3        | 4:15,601 | 2        | 4:16,893 |          |          |
| 7.    | D-csapat Michelle Velzeboer (NED) Jenell Berhorst (USA) Csang Tien-ji (Zhang Tianyi) (CHN) Sanzhar Zhanissov (KAZ)         | 3        | 4:13,578 | PEN      | PEN      |          |          |
| 8.    | E-csapat Nagamori Haruna (JPN) Petra Rusnáková (SVK) Li Kung-csao (Li Kongchao) (CHN) Julian Macaraeg (PHI)                | 4        | 4:22,054 | PEN      | PEN      |          |          |

____
Magyarázat:
• ED = elődöntő • BD = B döntő • D = döntő • PEN = kizárva